# Brachionus nilsoni
Brachionus nilsoni är en hjuldjursart som beskrevs av Elbert Halvor Ahlstrom 1940. Brachionus nilsoni ingår i släktet Brachionus och familjen Brachionidae. Inga underarter finns listade i Catalogue of Life.